# Splendeuptychia kendalli
Splendeuptychia kendalli är en fjärilsart som beskrevs av Miller 1978. Splendeuptychia kendalli ingår i släktet Splendeuptychia och familjen praktfjärilar. Inga underarter finns listade i Catalogue of Life.